# IMS Global Learning Consortium
IMS Global Learning Consortium або IMS Global чи IMS GLC (IMS — Instructional Management System) — міжнародна некомерційна організація, основним завданням якої є забезпечення розширення використання сучасних навчальних технологій в освітній сфері.

## Історія
IMS консорціум розпочав своє існування в 1995 як проект в рамках Національної ініціативи інфраструктури навчання EDUCAUSE. Попри те, що IMS спочатку був орієнтований на вищу освіту, його стандарти, а також постійні проекти відповідають вимогам широкого спектра освітніх напрямків, включаючи курси шкіл K-12, корпоративні та урядові тренінги.

## Структура
IMS підтримується понад 190 організаціями — міжнародними лідерами в області освітніх і навчальних технологій, включаючи провідних постачальників продукції на основі навчальних технологій, провідні інститути у сфері навчання та освіти, а також провідні урядові та професійні консорціуми. Процентне співвідношення членів таке: 58% — корпорації-лідери, 24% — провідні освітні установи, 18% — консорціуми і/або урядові організації. На даний момент штаб-квартири 47% організацій-членів розташовані за межами США.

## Основні напрямки діяльності
Основними напрямками діяльності консорціуму IMS GLC (Instructional Management System Global Learning Consortium) є:
- визначення технічних специфікацій для організації взаємодії додатків і сервісів, що беруть участь в процесі дистанційного навчання — консорціум IMS налічує близько десятка робочих груп, які займаються розробкою специфікацій за певними вужчими напрямками;
- підтримка впровадження специфікацій IMS в процес створення програмних продуктів і сервісів у світовому масштабі — в процесі створення специфікацій беруть участь представники багатьох компаній, що займаються розробкою програмного забезпечення для підтримки процесу розподіленого навчання.

## Основні стандарти
Основним завданням IMS є розробка стандартів у сфері дистанційного навчання, найвідомішими з яких є:
- IMS Common Cartridge Specification (CC) — містить вимоги до структури та організації зберігання навчальної інформації[3].
- IMS Learning Tools Interoperability (LTI) — стосується питань стандартизації взаємодії навчального інструментарію з навчальним контентом[4].
- IMS Learning Information Services (LIS) — визначає як системи управління обмінюються інформацією, що описує користувачів, групи, привілеї, курси та результати в контексті навчання[5].
- IMS Question & test Interoperability Specification (QTI) — містить вимоги до XML-даних, що використовуються для організації обміну навчальними матеріалами, що призначені для тестування знань і оцінювання результатів тестування[6].
- IMS Content Packaging Specification — містить вимоги до структури даних, яка може бути використана для обміну даними між системами, імпорту та експорту матеріалу, агрегатування та розділення на модулі навчального контенту[7]. Дана специфікація також використовується у стандарті ADL SCORM.
- IMS Learning Resource Meta-data Specification — формалізація метаданих ресурсів, що використовуються у процесі навчання.[8]. Дана специфікація відповідає специфікації Learning Object Meta-data (LOM) Scheme, створеній організацією IEEE (Institute of Electrical and Electronics Engineers) у комітеті Learning Technology Standards Committee's (LTSC) LOM Working Group, а також використовується у стандарті ADL SCORM.

## Платформи, що сертифіковані IMS GLC
Станом на 2013 рік, сертифікат від IMS GLC отримали платформи електронного навчання наступних розробників:
- «Agilix» (продукти: BrainHoney 2012.1, Agilix Learning Services 2012.1);
- «ATutor Spaces» (продукти: ATutor v2.1, AContent v1.3);
- «Blackboard» (продукти: Blackboard Learn 9.1 SP10, Blackboard Collaborate LTI v1.1.0);
- «Cisco Systems» (продукт: Virtuoso Delivery System v.XRayFish);
- «Desire2Learn» (продукт: Learning Environment v10.1);
- «Moodle» (продукт: Moodle 2.0);
- «Sakai» (продукти: Sakai 3 — Version.4, Sakai Lesson Builder v1.5);

та інші.

## Члени консорціуму
Серед членів консорціуму IMS такі відомі заклади та корпорації:
- Університет штату Каліфорнія
- Кембриджський університет
- Університет Атабаски
- Elsevier
- IBM
- Microsoft
- Oracle Corporation

та ін.